# Grabko
Grabko (niedersorbisch Grabk) ist ein kleines Dorf in der Niederlausitz und gehört zur brandenburgischen Gemeinde Schenkendöbern im Landkreis Spree-Neiße. Die 145 Einwohner leben auf einer Fläche von 12 Quadratkilometern. Grabko wurde im Jahr 1456 erstmals urkundlich erwähnt.
Der Ortsname wird vom sorbischen Wort grab für „Hainbuche“ bzw. von einem altsorbischen Personennamen Grabš (analog zum Familiennamen Grabiš/Grabisch) abgeleitet.
Am 26. Oktober 2003 schloss sich Grabko mit Atterwasch, Bärenklau, Gastrose-Kerkwitz, Lutzketal und Pinnow-Heideland zur neuen Gemeinde Schenkendöbern zusammen.

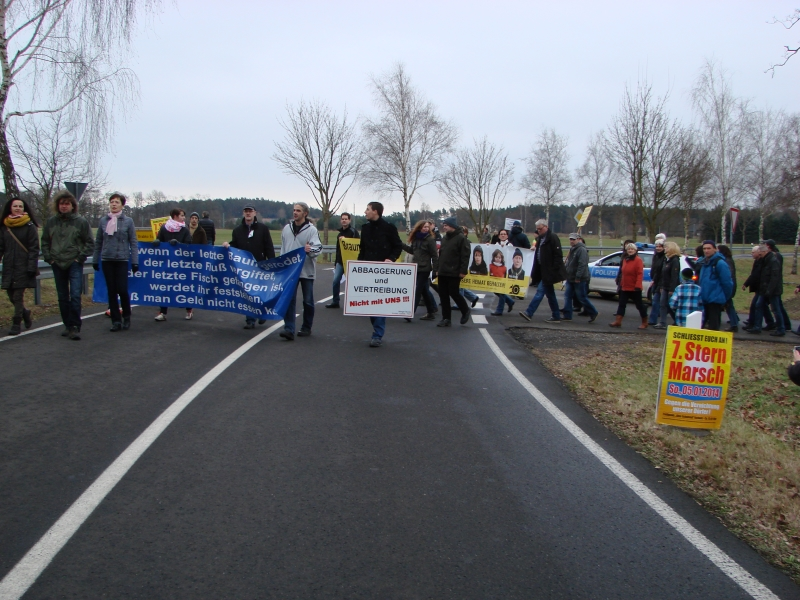
Sternmarsch gegen die Abbaggerung der Dörfer Atterwasch, Kerkwitz und Grabko 2014

Im Herbst 2007 wurden Pläne der Vattenfall Europe Mining zur Umsiedlung und anschließenden Abbaggerung des Dorfes für den Tagebau Jänschwalde ab dem Jahr 2031 bekannt. Die Einwohner der drei Dörfer protestierten jährlich im Januar mit einem Sternmarsch gegen die Pläne des Konzerns. Die geplante Devastierung der drei Orte wurde vom Dokumentarfilmer Peter Benedix in den Filmen Heimat auf Zeit (2009) und BrückenJahre (2014) thematisiert. Am 30. März 2017 gab der neue Eigentümer LEAG jedoch bekannt, auf die Erweiterung von Jänschwalde zu verzichten.